# سولنیکوو
سولنیکوو (به لاتین: Sulnikowo) یک منطقهٔ مسکونی در لهستان است که در گمینا گزه واقع شده‌است.